# Schadonapass
Schadonapass är ett bergspass i Österrike.   Det ligger i distriktet Bludenz och förbundslandet Vorarlberg, i den västra delen av landet, 500 km väster om huvudstaden Wien. Schadonapass ligger 1 835 meter över havet.
Terrängen runt Schadonapass är bergig åt sydväst, men åt nordost är den kuperad. Närmaste större samhälle är Bludenz, 19,4 km sydväst om Schadonapass. 
Trakten runt Schadonapass består i huvudsak av gräsmarker. Runt Schadonapass är det ganska tätbefolkat, med 72 invånare per kvadratkilometer.